# Neoclytus torquatus
Neoclytus torquatus là một loài bọ cánh cứng trong họ Cerambycidae.